# Ngầu pín

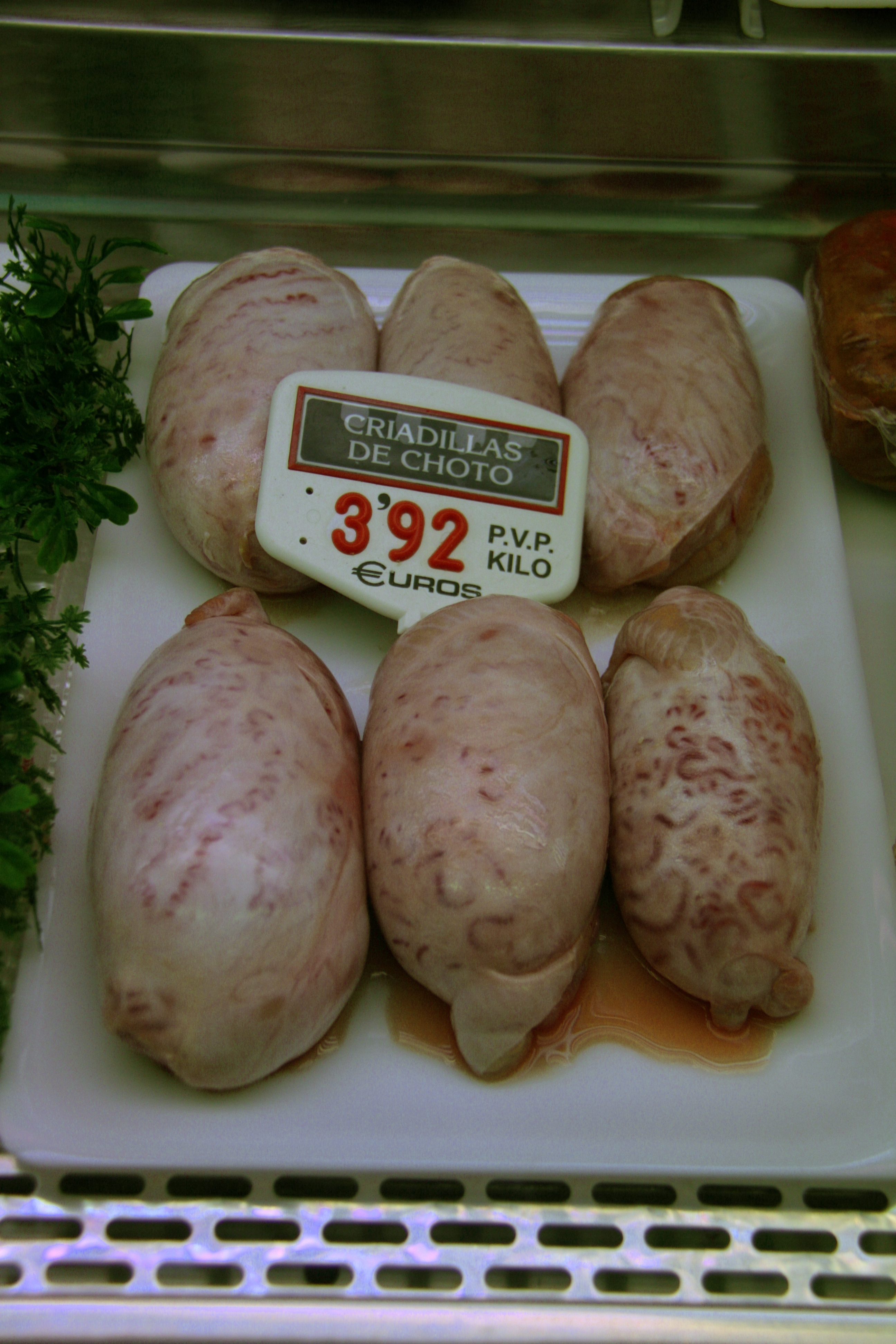
Một món ngọc dương

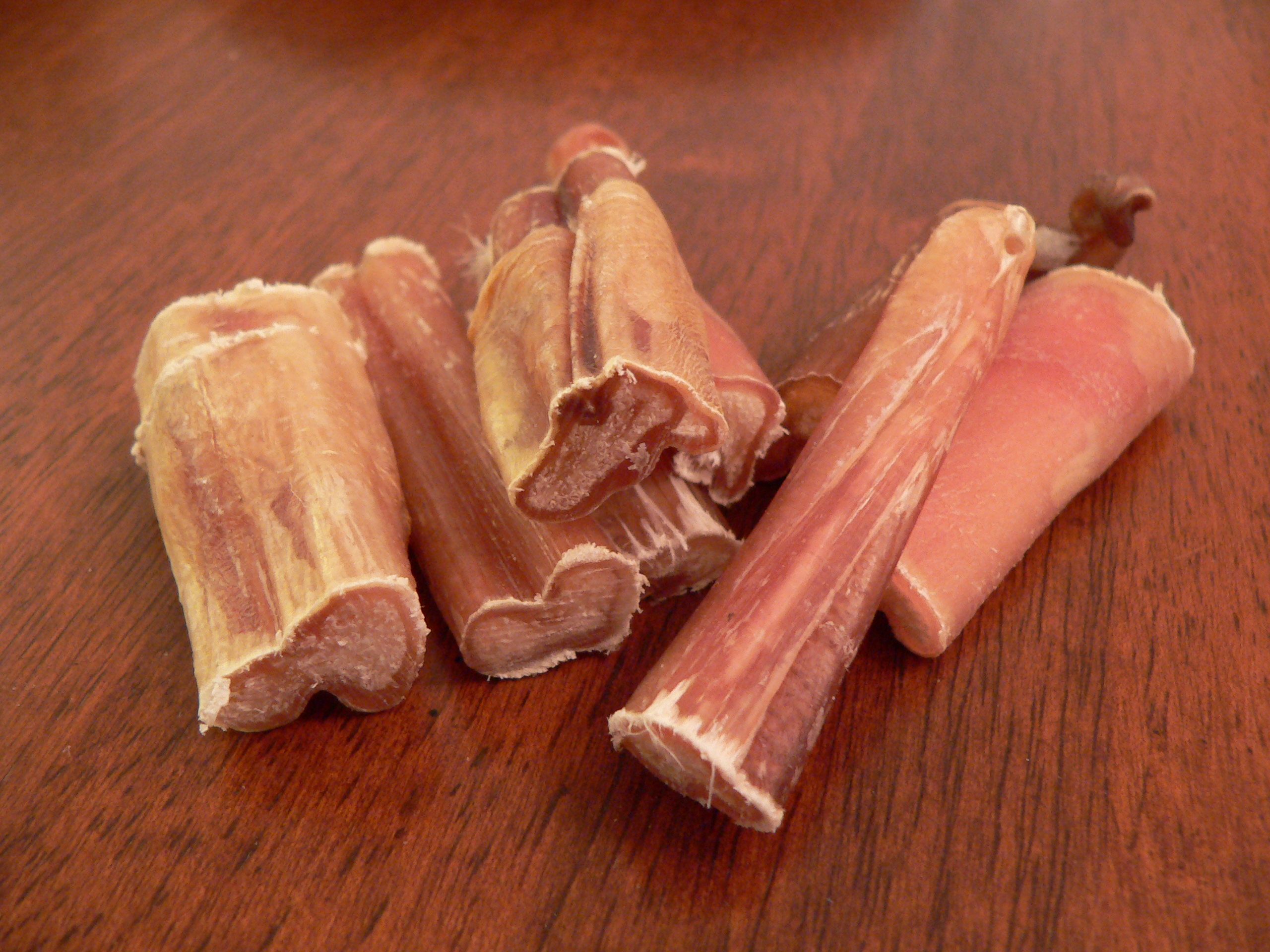
Một món pín bò khô

Ngầu pín còn gọi đơn giản là pín xuất phát là tiếng Quảng Đông, Trung Quốc (ngầu hay ngưu: tức là con trâu, con bò) là thuật ngữ dùng để chỉ về bộ phận sinh dục của con bò đực và cũng là những món ăn được chế biến từ dương vật (dái) và tinh hoàn của một số động vật như bò, trâu, hươu, chó, cừu, gà, dê và hổ, thực chất là dương vật của một số động vật như trâu, bò, ngựa, dê, chó...
Trong các loại ngầu pín thì thông dụng và có giá trị là dương vật và tinh hoàn của các loài dê (hay còn biết đến với tên gọi ngọc dương), bò (pín bò hay dái bò), hổ (pín hổ), chó (cà chó), ngọc kê (tinh hoàn gà) và hươu (lộc pín), ngoài ra dân gian Việt Nam còn cho rằng ngầu pín của chó vàng (hoàng cẩu) rất quý. Chúng được chế biến thành nhiều món ăn cho nam giới với mục đích tăng cường dương sự. Tinh hoàn bò hoặc trâu có tác dụng bổ thận tráng dương, trị liệt dương. Mỗi lần dùng thường hấp với câu kỷ tử

## Công dụng
Ngầu pín vốn là một món ăn được khá nhiều nam giới ưa chuộng vì nó vừa ngon lại vừa bổ. Ngầu pín thường được quan niệm là món ăn tẩm bổ, gắn với việc bổ thận, tráng dương, tăng cường sinh lực nam giới, cải thiện chức năng, trị yếu sinh lý, liệt dương... theo cách nhận thức thông thường là ăn gì bổ nấy. Món ngầu pín được nam giới cho rằng chức năng giúp tăng cường sinh lý.
Theo Đông y thì dương vật và tinh hoàn của các loài động vật đều thuộc về tạng thận và được gọi là ngoại thận để phân biệt với nội thận tức là quả thận thực sự có chức năng bài tiết nước tiểu của giải phẫu học hiện đại. Tạng thận trong Đông y có chức năng rất quan trọng và phong phú, ngoài việc chính là bài tiết nước tiểu, nó còn sinh tủy, sinh xương, sinh dục và một số chức năng nội tiết khác.
Món ăn giòn, sần sật nên ngầu pín không chỉ được phái mạnh ưa chuộng mà còn lôi cuốn cả phụ nữ. Ngầu pín được chế biến chủ yếu là hầm với thuốc Bắc nhưng thời gian gần đây còn được ngâm chua thành món gỏi. Theo Theo dược học cổ truyền, ngầu pín vị ngọt, tính ấm, có công dụng bổ thận ích tinh, cường dương mạnh cốt, thường được dùng để chữa các chứng bệnh như liệt dương, di tinh, suy giảm ham muốn tính dục, đau lưng, mỏi gối, muộn con... dưới dạng rượu thuốc hay dược thiện.
Những loại pín phổ biến mà dân nhậu lựa chọn là các loại pín dê, trâu, hươu, hải cẩu, đặc biệt pín hổ được xem là quý nhất. Ngầu pín vừa được ngâm rượu, vừa được chế biến làm món ăn, ngầu pín nướng là món ăn được dân nhậu ưa dùng. Rượu ngâm pín được liệt vào loại thần dược phòng the. pín có nhiều cách dùng: Có thể sấy khô tán thành bột, nấu thành cao hoặc ngâm rượu để uống; cũng có thể chế biến cùng các loại thực phẩm khác thành các món ăn hấp dẫn. Người ta còn bồi bổ bằng món canh ngầu pín để cải thiện tình trạng khó thụ thai do tử cung lạnh.
Món canh ngầu pín rất hữu ích với những nam giới bị suy giảm ham muốn tình dục, xuất tinh sớm, di tinh, liệt dương, muộn con và cũng bồi bổ cho phụ nữ do ngầu pín vị ngọt, tính ấm, có công dụng bổ thận ích tinh, cường dương mạnh cốt. Ngầu pín là một trong những món bán chạy nhất trong những món nướng của cửa hàng, ngầu pín là một món ăn đặc biệt được làm từ phần sụn trong bộ phận sinh dục của con bò hoặc lợn được thái thành từng khúc và tẩm ướp theo công thức riêng của nhà hàng rồi nướng trên than.

## Cảnh báo

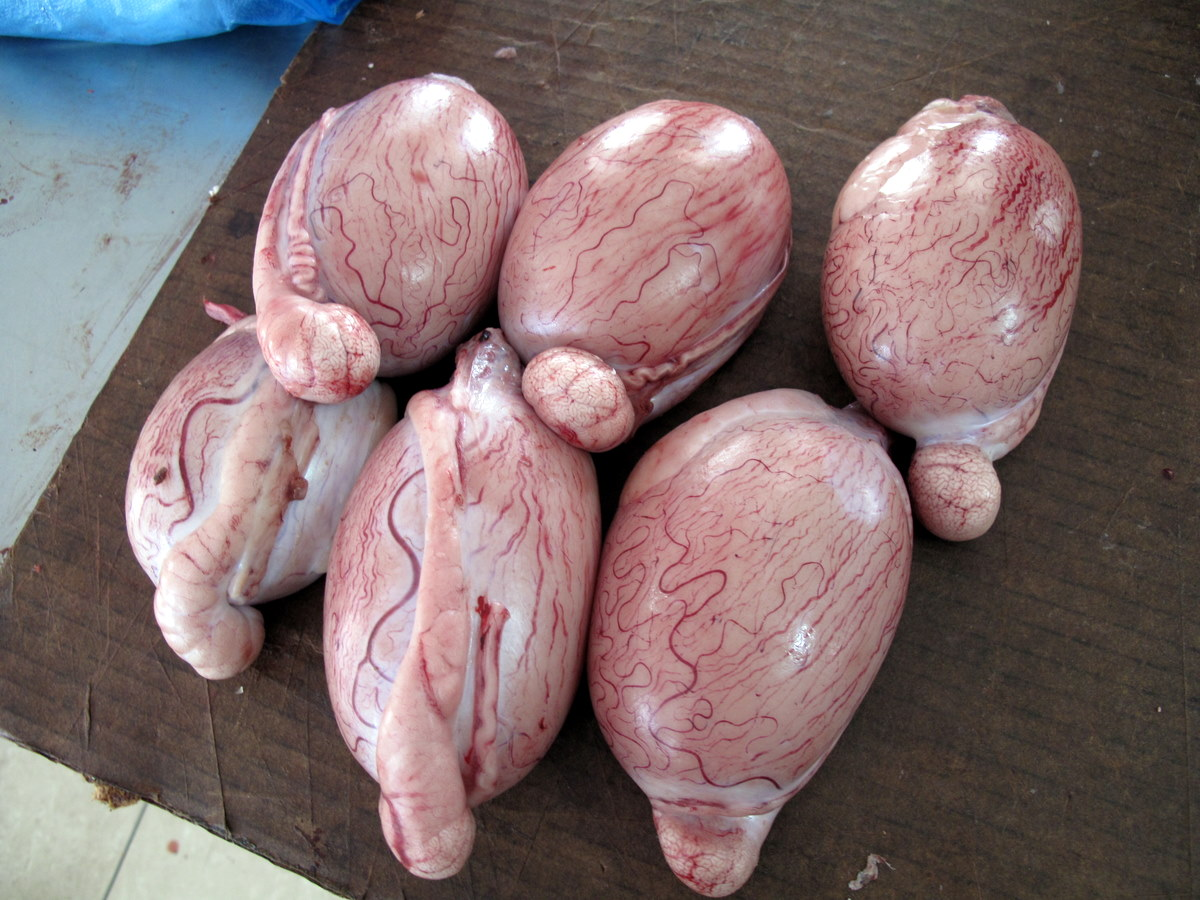
Một món pín cừu, ngầu pín chứa nhiều chất béo

Cũng có những ý kiến cho rằng, thực chất món ngầu pín chỉ có ý nghĩa về mặt nhận thức. Trong các loại pín động vật, chỉ có pín hải cẩu được y học công nhận là có tác dụng đối với việc tăng cường quan hệ tình dục. Ngoài pín hải cẩu thì chưa có loại pín nào được cả Đông y và Tây y công nhận, thậm chí cả pín hổ.
Nếu sử dụng không hợp lý có thể bị mắc chứng rối loạn cương dương, tiểu đường, mỡ cao trong máu và huyết áp tăng cao. Thực tế chưa có công trình khoa học nào chứng tỏ các chất chứa trong ngầu pín các loài có tác dụng tăng cường sinh lực. Bộ phận này thực chất là một hệ cơ, gân, mạch máu, hệt như các bộ phận khác trong cơ thể, chỉ khác ở cơ chế hoạt động.
Ngầu pín chứa nhiều cholesterol, vì vậy ăn nhiều không tốt cho cơ thể, nhất là đối với người béo, bị bệnh tim mạch, cao huyết áp... Đặc biệt, đây là loại thực phẩm dễ bị ôi thiu, vì vậy cần chú ý trong khâu bảo quản và chế biến. Đôi khi nó cũng gây ra những tình huống khó xử vì tính chất khá nhạy cảm của món ăn này. Đồng thời không chỉ nam giới mà cả phụ nữ cũng đua nhau ăn ngầu pín động vật để bồi bổ nhưng không ít người đã phải gặp nhiều cảnh tiêu cực.
Ngoài ra, ngầu pín không nên dùng cho những người bị âm hư hoặc bị bệnh thuộc thể âm hư (hỏa vượng) với các chứng trạng như cơ thể gầy khô, hay có cảm giác nóng hâm hấp về chiều, lòng bàn tay và bàn chân nóng, trong ngực bức bối không yên, họng khô, miệng khát, ra mồ hôi trộm hay ù tai, hoa mắt, chóng mặt; tiểu tiện sẻn đỏ, đại tiện táo.... Với những người này, dương đang vượng, dùng ngầu pín tức là làm cho dương càng vượng, khiến âm đã hư càng hư, các bệnh lý vốn có thuộc về âm hư như cao huyết áp, viêm gan... càng nặng thêm.